# Thryssa baelama
Thryssa baelama is een straalvinnige vis uit de familie van ansjovissen (Engraulidae) en behoort derhalve tot de orde van haringachtigen (Clupeiformes). De vis kan een lengte bereiken van 15 cm.

## Leefomgeving
Thryssa baelama komt in zeewater en brak water voor. De vis prefereert een tropisch klimaat en heeft zich verspreid over de Grote en Indische Oceaan.

## Relatie tot de mens
Thryssa baelama is voor de visserij van beperkt commercieel belang. In de hengelsport wordt er weinig op de vis gejaagd.
Voor de mens is Thryssa baelama ongevaarlijk.